# 음력 2월 21일
음력 2월 21일은 음력 2월의 21번째 날이다.

## 문화
- 1994년 - 과천선 인덕원 ~ 사당 구간 개통.
- 2002년 - 서울 지하철 9호선 착공.
- 2005년 - 경부선 천안 ~ 조치원 구간 및 충북선 전철화 조치원 ~ 봉양 구간이 전철화로 개통.

## 탄생
- 1974년 - 대한민국의 희극인 박성호.
- 1995년 - 대한민국의 전 가수 서은교.

## 사망
- 1969년 - 대한민국의 시인 신동엽.

## 같이 보기
- 음력 360일: 1월 2월 3월 4월 5월 6월 7월 8월 9월 10월 11월 12월
- 전날:2월 20일 다음날:2월 22일 - 전달:1월 21일 다음달:3월 21일
- 양력:2월 21일
- 음력, 윤달